# Temporada 2021-22 de l'AEC Manlleu
La temporada 2021-22 és la 90a temporada en la història de l'AEC Manlleu (club històric del poble de Manlleu) i la seva 5a temporada consecutiva a la Primera Catalana.

## Resum de la temporada

### Pretemporada i objectius
L'objectiu principal de l'AEC Manlleu aquella temporada era si es podia, ascendir a la Tercera RFEF, una nova divisió a la qual el conjunt manlleuenc mai ha ascendit. El problema es que ascendir a la Tercera RFEF només es pel 1r lloc i el 2n lloc pot classificar a la Copa de Rei i a la Tercera RFEF si és el millor 2n entre els tres grups de la Primera Catalana.

### Primera volta
La primera volta de l'AEC Manlleu de la temporada 2021-22 va ser molt bona. El conjunt manlleuenc va sumar 9 victòries, 1 empat i 3 derrotes i va acabar líder de la primera volta amb 28 punts superant el seu perseguidor d'aquell moment, l'UE Tona. El Manlleu estava en aquell moment en lloc d'ascens a Tercera RFEF.

### Segona volta
La segona volta del Manlleu va ser marcada per la remontada de l'UE Tona en aquella volta i el conjunt manlleuenc va punxar en alguns partits i això va provocar que perdes el lideratge que tenia des de fa mesos.

### Resultats finals i conclusions de l'equip
La temporada 2021-22 de l'AEC Manlleu va ser molt bona. El conjunt manlleuenc va lluitar fins a les últimes jornades per aconseguir la Primera Catalana, però finalment l'UE Tona els va acabar guanyant.
També l'AEC Manlleu no va poder ser finalment el millor segon ja que va ser superat per un altre equip d'un altre grup de la Primera Catalana i el conjunt manlleuenc no es va poder classificar per la Copa de Rei 2022-23.
El Manlleu tampoc va tenir sort per ascendir ja que els resultats de la Segona RFEF i Tercera RFEF no van ser favorables perquè el Manlleu ascendis. Tot i això, la temporada va ser molt bona i Manel Sala va ser renovat per una temporada més.

## Plantilla
| N. | Pos. | Nac. | Jugador         |
| -- | ---- | --- | --------------- |
| 1  | POR  | [[Fitxer:Flag of Catalonia.svg\|23x15px\|border \|alt=Catalunya\|link=Selecció de futbol de Catalunya\|{{#if:\|]] | Carlos Zorrilla |
| —  | POR  | [[Fitxer:Flag of Catalonia.svg\|23x15px\|border \|alt=Catalunya\|link=Selecció de futbol de Catalunya\|{{#if:\|]] | Ferran Anglada  |
| 13 | POR  | [[Fitxer:Flag of Catalonia.svg\|23x15px\|border \|alt=Catalunya\|link=Selecció de futbol de Catalunya\|{{#if:\|]] | Iván González   |
| 4  | DEF  | [[Fitxer:Flag of Catalonia.svg\|23x15px\|border \|alt=Catalunya\|link=Selecció de futbol de Catalunya\|{{#if:\|]] | Isaac Aguilar   |
| 16 | DEF  | [[Fitxer:Flag of Catalonia.svg\|23x15px\|border \|alt=Catalunya\|link=Selecció de futbol de Catalunya\|{{#if:\|]] | Jordi Costa     |
| 2  | DEF  | [[Fitxer:Flag of Catalonia.svg\|23x15px\|border \|alt=Catalunya\|link=Selecció de futbol de Catalunya\|{{#if:\|]] | Joel Punti      |
| 22 | DEF  | [[Fitxer:Flag of Catalonia.svg\|23x15px\|border \|alt=Catalunya\|link=Selecció de futbol de Catalunya\|{{#if:\|]] | Pau Franquesa   |
| 18 | MIG  | [[Fitxer:Flag of Catalonia.svg\|23x15px\|border \|alt=Catalunya\|link=Selecció de futbol de Catalunya\|{{#if:\|]] | Aitor Cardenas  |
| 9  | MIG  | [[Fitxer:Flag of Catalonia.svg\|23x15px\|border \|alt=Catalunya\|link=Selecció de futbol de Catalunya\|{{#if:\|]] | Albert Julià    |
| 7  | MIG  | [[Fitxer:Flag of Catalonia.svg\|23x15px\|border \|alt=Catalunya\|link=Selecció de futbol de Catalunya\|{{#if:\|]] | Joel Sola       |
| 20 | MIG  | [[Fitxer:Flag of Catalonia.svg\|23x15px\|border \|alt=Catalunya\|link=Selecció de futbol de Catalunya\|{{#if:\|]] | Pol Coll        |

| N. | Pos. | Nac. | Jugador        |
| -- | ---- | --- | -------------- |
| 5  | MIG  | [[Fitxer:Flag of Catalonia.svg\|23x15px\|border \|alt=Catalunya\|link=Selecció de futbol de Catalunya\|{{#if:\|]] | Rafael Roger   |
| 3  | DAV  | [[Fitxer:Flag of Catalonia.svg\|23x15px\|border \|alt=Catalunya\|link=Selecció de futbol de Catalunya\|{{#if:\|]] | Miquel Vilasis |
| 8  | DAV  | [[Fitxer:Flag of Catalonia.svg\|23x15px\|border \|alt=Catalunya\|link=Selecció de futbol de Catalunya\|{{#if:\|]] | Ignasi Quer    |
| 7  | DAV  | [[Fitxer:Flag of Catalonia.svg\|23x15px\|border \|alt=Catalunya\|link=Selecció de futbol de Catalunya\|{{#if:\|]] | Joel Fernandez |
| 6  | DAV  | [[Fitxer:Flag of Catalonia.svg\|23x15px\|border \|alt=Catalunya\|link=Selecció de futbol de Catalunya\|{{#if:\|]] | Marc Grifell   |
| 14 | DAV  | [[Fitxer:Flag of Catalonia.svg\|23x15px\|border \|alt=Catalunya\|link=Selecció de futbol de Catalunya\|{{#if:\|]] | Marc Llobet    |
| 11 | DAV  | [[Fitxer:Flag of Catalonia.svg\|23x15px\|border \|alt=Catalunya\|link=Selecció de futbol de Catalunya\|{{#if:\|]] | Marc Pages     |
| 19 | DAV  | [[Fitxer:Flag of Catalonia.svg\|23x15px\|border \|alt=Catalunya\|link=Selecció de futbol de Catalunya\|{{#if:\|]] | Marc Roquet    |
| 5  | DAV  | [[Fitxer:Flag of Catalonia.svg\|23x15px\|border \|alt=Catalunya\|link=Selecció de futbol de Catalunya\|{{#if:\|]] | Marc Torres    |
| 15 | DAV  | [[Fitxer:Flag of Catalonia.svg\|23x15px\|border \|alt=Catalunya\|link=Selecció de futbol de Catalunya\|{{#if:\|]] | Pol Pous       |
| 21 | DAV  | [[Fitxer:Flag of Catalonia.svg\|23x15px\|border \|alt=Catalunya\|link=Selecció de futbol de Catalunya\|{{#if:\|]] | Pius Quer      |

### Cos tècnic
- Entrenador:  Manel Sala
- Segon entrenador:  Àlex Farrés
- Preparador físic i ajudant:  Rubén Pérez
- Entrenador de porters:  Xavier Navarro
- Fisioterapeuta:  Gerard Baulenas
- Delegat d'equip:  Carles Álvarez
- Utiller:  Gustavo
- Cap de Comunicació:  Ramon Anglada